# SummerHolic 2017-STAR LIGHT- at 横浜 赤レンガ 野外ステージ
『SummerHolic 2017-STAR LIGHT- at 横浜 赤レンガ 野外ステージ』（さまーほりっく2017 すたーらいと あっと よこはま あかれんが やがいすてーじ）は、2017年12月20日にリリースされた湘南乃風の6枚目の映像作品である。発売元はトイズファクトリー。

## 概要
- 初の野外ワンマンツアー『SummerHolic 2017』から2017年9月3日に横浜赤レンガ倉庫特設野外ステージで行われた夜公演「STAR LIGHT」の模様を収録。
- 初回限定盤には、両公演のライブ写真やメンバーがライブを振り返って書き起こした回顧録も掲載した40Pブックレットを付属。また特典映像として、同日に行われた昼公演「SUN SPLASH」の模様の一部を収録。

## 収録映像曲

### DISC-1
- 夜公演【STAR LIGHT】

1. 爆音Breakers
2. Born to be WILD
3. KING OF THE WILD
4. Winner
5. 覇王樹
6. GAMES SHONAN PLAY
7. ダンシング マップ
8. Real Riders
9. 応援歌
10. 我楽多
11. 紅
12. BIG UP
13. Baddest

### DISC-2
1. PAN DE MIC
2. 黄金魂
3. 純恋歌
4. 睡蓮花
5. バブル
6. SHOW TIME
7. JUMP AROUND
8. OH YEAH
9. Summer Holidays
10. はなび

### DISC-3 (初回限定盤のみに収録)
- 昼公演【SUN SPLASH】

1. 睡蓮花
2. 炎天夏
3. 湾岸 highway
4. カラス
5. PAN DE MIC
6. 暖歌
7. 晴ル矢
8. Joker
9. Freeeeeeeee
10. 晴伝説